# حيزية (فلم)
فيلم حيزية هو فيلم تلفزيوني جزائري أخرجه عام 1977 محمد حزورلي، ويستند سيناريو الفيلم على قصة حقيقية خلدتها مرثية الشاعر محمد بن قيتون التي كتبها في القرن التاسع عشر.

## القصة
مستوحى من قصيدة الأغنية الشعبية لمحمد بن قيطون ، حزية ، 23 سنة، تعيش في جنوب شرق الجزائر في قرية تسمى سيدي خالد . ابنة أحد الشخصيات البارزة من قبيلة بنو هلال التي كانت تتنقل بانتظام في الصحراء. كانت حزية ذات جمال نادر لدرجة أن الفتيات كانت تغار منها وتحسدها، واستسلم الرجال لسحرها راغبين في الزواج منها. لكن قلب الشابة مأخوذ، كانت مغرمة بابن عمها سعيد، اليتيم الذي استقبله عمه منذ طفولته المبكرة، وهو من الشخصيات البارزة في القبيلة ووالد حزية. التقليد الذي حرم أي علاقة غرامية خارج الزواج، اضطر العاشقان إلى رؤية بعضهما البعض في الخفاء. تزوجا على الرغم من عداء البيئة وبعد شهر من زواجهما، توفيت الشابة بسبب مرض حدث أثناء الترحال في الصحراء. أغرقت وفاة محبوبته سعيد في حزن عميق، لدرجة أنه تخلى عن ممتلكاته وعائلته للتجول في الصحراء.

## تفاصيل الفيلم
- عنوان : حيزية
- إخراج : محمد حزورلي
- النص : محمد حزورلي
- موسيقى : عبد الوهاب سليم
- الغناء : عبد الحميد عبابسة
- التصوير : بشير سلامي
- مهندس صوت : إسماعيل بوشركة
- مونتاج : نور الدين فيرفور
- إنتاج : التلفزيون الجزائري
- جنس : دراما
- مدة : 155 دقيقة
- تاريخ الإصدار : 1977
- البلد الأصلي : الجزائر

## موقع التصوير
يُصور الفيلم التلفزيوني في صحراء ولاية بسكرة ، بالقرب من بلدة شتمة ، المشهورة بتراثها الثقافي الفينيقي المكون من 120000 نخلة ، استُخدم ديكورها لتصوير الفيلم التلفزيوني.